# حارة الأحلى الشمالية (صنعاء)
حارة الأحلى الشمالية هي إحدى حارات حي السنينة بمديرية معين إحد مديريات العاصمة اليمنية صنعاء، بلغ تعداد سكانها 3445 نسمة حسب تعداد اليمن لعام 2004.